# Xylonagra
Xylonagra, monotipski rod sjevernoameričkog bilja iz porodice vrbolikovke, raširenog po sjeverozapadnom Meksiku (poluotok California) i otoku Cedros. Jedina vrsta je X. arborea, grm kserofitnog karaktera. 
Ima jarko crvene cvjetove, naizmjenične sitne listove i cvjeta od veljače do listopada, ili možda tijekom cijele godine u slučaju obilnih padalina. 

## Podvrste
- Xylonagra arborea subsp. arborea
- Xylonagra arborea subsp. wigginsii Munz

## Sinonimi
- Hauya arborea (Kellogg) Curran in Proc. Calif. Acad. Sci., ser. 2, 1: 253 (1888)
- Oenothera arborea Kellogg in Proc. Calif. Acad. Sci. 2: 32 (1863)